# Владимирова, Наталья Ефимовна
Наталья Ефимовна Владимирова (1922—2004) — советский работник сельского хозяйства, виноградарь, Герой Социалистического Труда.

## Биография
Родилась 23 апреля 1922 года (по другим данным — в 1916 году).
С 1937 года работала в виноградарском совхозе «Реконструктор» Аксайского района Ростовской области. В 1948 году её звено на площади 10 гектаров получило урожай винограда 96,9 центнера с гектара.
После получения звания Героя Социалистического Труда, Наталья Владимирова сказала:

Советское правительство и большевистская партия дали нам в руки богатейшую технику и сказали: «Используйте её до дна, в совершенстве овладевайте наукой!» От имени звена я заверяю, что мы претворим в жизнь это указание партии и правительства. В будущем году соберем по 113 центнеров винограда с каждого гектара. Это мое слово — клятва великому вождю!

## Награды
- Указом Президиума Верховного Совета СССР от 5 октября 1949 года за получение высоких урожаев винограда при выполнении плана сдачи государству сельскохозяйственных продуктов в 1948 году и обеспеченности семенами всех культур в размере полной потребности для весеннего сева 1949 года Владимировой Наталье Ефимовне присвоено звание Героя Социалистического Труда с вручением ордена Ленина и золотой медали «Серп и Молот».
- Также награждена медалями.